# Lisa Nandy

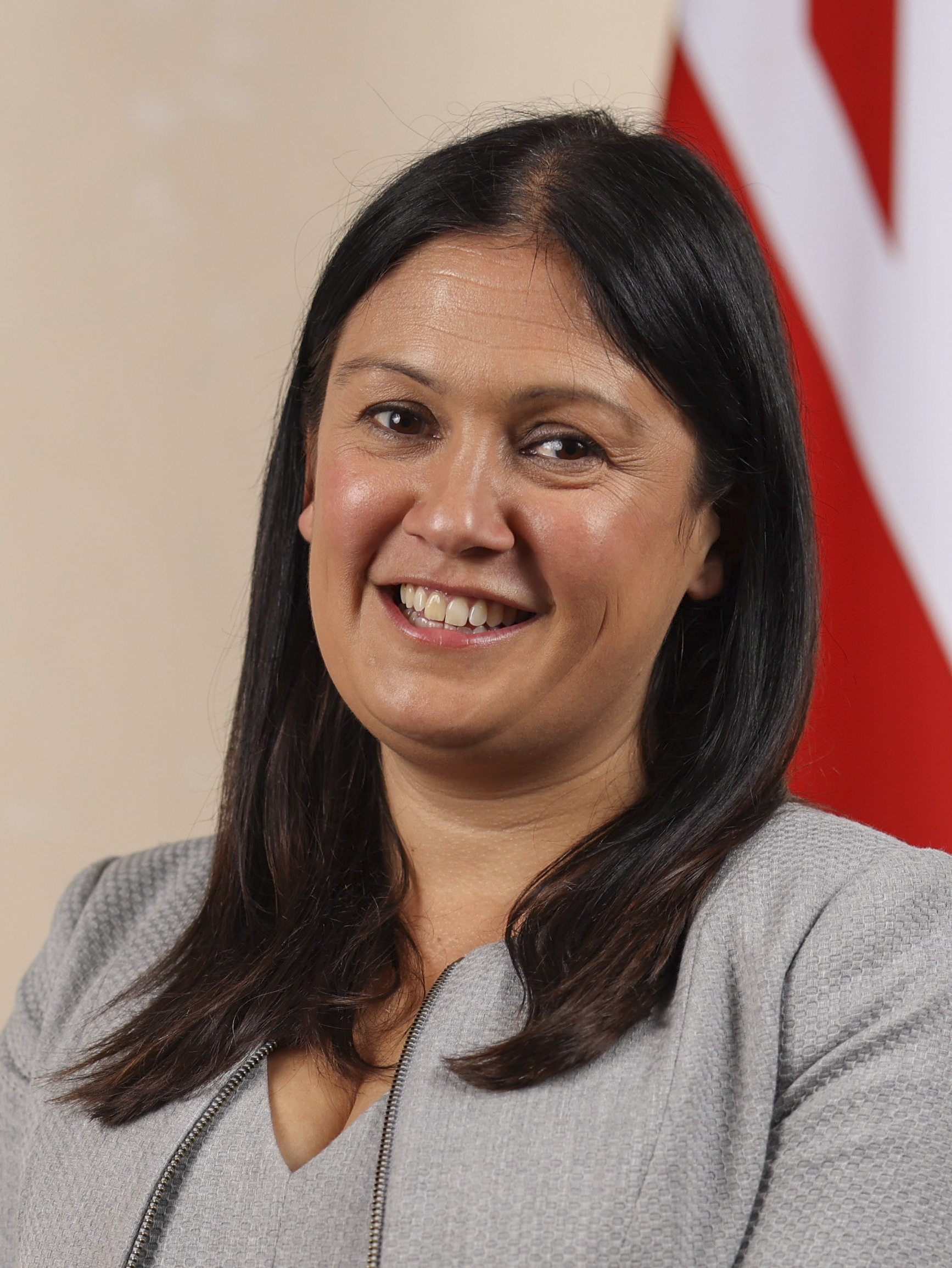
Lisa Nandy, 2024

Lisa Eva Nandy (Manchester, 9 augustus 1979) is een Brits politicus die sinds 2010 namens de Labour Party Lagerhuislid is voor het kiesdistrict Wigan. In het kabinet van Keir Starmer is ze minister voor cultuur, media en sport. 

## Biografie
Nandy studeerde politiek aan de Universiteit van Newcastle en openbaar beleid aan de Universiteit van Londen. Ze werkte na haar afstuderen als onderzoeker voor parlementariër Neil Gerrard en voor non-profitorganisaties die zich bezighielden met de zorg voor daklozen en kinderen. Ze was van 2006 tot 2010 Labour-raadslid in de Londense wijk Hammersmith Broadway.
Nandy werd bij de Lagerhuisverkiezingen van 7 mei 2010 gekozen in het kiesdistrict Wigan. Zij was een van de eerste vrouwelijke parlementsleden van Aziatische afkomst (haar vader komt uit India). Als parlementslid was ze van 2010 tot 2012 parlementair privé-secretaris van schaduwminister Tessa Jowell. Van 2012 tot 2015 was ze staatssecretaris in het schaduwkabinet van Ed Miliband.
Na de nederlaag van Labour bij de Lagerhuisverkiezingen in mei 2015 trad Ed Miliband af als partijleider. Er was enige speculatie in de media dat Nandy zich kandidaat zou stellen bij de leiderschapsverkiezing. Zij steunde echter de kandidatuur van Andrew Burnham. Ook in de jaren daarna werd Nandy’s naam regelmatig genoemd als een mogelijke toekomstige partijleider. Zij wordt binnen de Labour Party gezien als behorend tot de linkervleugel, maar meer gematigd dan de kring rond Jeremy Corbyn.
Na de verkiezing van Jeremy Corbyn als partijleider in 2015 was ze in zijn schaduwregering staatssecretaris voor energie en klimaatverandering; met een aantal collega schaduw-bewindslieden trad ze in 2016 af in protest tegen het leiderschap van Corbyn, met name inzake Brexit.
Toen Corbyn na de voor Labour slecht verlopen Lagerhuisverkiezingen van 12 december 2019 aankondigde op korte termijn af te zullen treden als partijleider, maakte Nandy bekend zich kandidaat te zullen stellen bij de leiderschapsverkiezing. Zij bereikte de laatste ronde van de leiderschapsverkiezingen en was met Keir Starmer en Rebecca Long-Bailey een van de kandidaten waarover de leden van de partij zich mochten uitspreken. Deze verkiezing werd gewonnen door Keir Starmer.
Starmer benoemde Nandy in zijn schaduwkabinet in 2020 op de post buitenlandse zaken. Op 29 november 2021 kreeg ze de schaduwportefeuille huisvesting, gemeenschappen en regionale zaken.  Na de door Labour gewonnen Lagerhuisverkiezingen van 2024 benoemde Keir Starmer haar tot minister van cultuur, media en sport.

## Externe bronnen
- Lisa Nandy op UK Parliament
- Website Lisa Nandy

- Gemeinsame Normdatei: 1120507960
- International Standard Name Identifier: 0000 0004 9648 1047
- Library of Congress Control Number: nb2016024479
- Virtual International Authority File: 3384148122896495200001
- WorldCat: E39PBJpdM8QpcJJjpch8fwMHG3